# Heilbronský spolek
Heilbronský spolek (německy Heilbronner Bund) byl Švédskem vedený spolek protestantských knížat Svaté říše římské uzavřený roku 1633 v Heilbronnu v době třicetileté války, po smrti švédského krále Gustava II. Adolfa u Lützenu. Spolek byl podporován Saskem a Braniborko-Pruskem, kteří nebyli jeho členy.

## Členové spolku
- Švédsko
- Franky
- Württembersko
- Mohučské kurfiřtství
- Hesensko-Kasselsko
- Bádensko
- Rýnská Falc
- Zweibrückenské falckrabství
- Ansbašsko
- Bayreuth